# Blondi
Blondi, född 1941, död 29 april 1945, var Adolf Hitlers schäferhund. Hitler fick Blondi av partikanslichefen Martin Bormann 1941. Blondi följde Hitler till slutet i Führerbunkern i slutet av april 1945.
| Blondi och Adolf Hitler. |  | Blondi och Eva Braun. |
| Blondi och Adolf Hitler. |  | Blondi och Eva Braun. |

Under slaget om Berlin i april 1945 fick Blondi fem valpar i bunkern, varpå Hitler döpte en av valparna "Wolf" (tyska varg), som också är betydelsen av namnet "Adolf". När de sovjetiska trupperna intog Führerbunkern den 2 maj påträffades kadavren efter Blondi och Wulf.